# ニュース少年探偵団
ニュース少年探偵団（ニュースしょうねんたんていだん）は、2012年4月15日から2014年9月21日まで、BS-TBSで毎週日曜日に放送された子ども目線のニュース番組である。

## 概要
最近の話題になっているニュースについて、特に小学生・中学生にもわかるように解説を行っていた。
2014年9月21日で放送終了となり、次番組「まるわかり!日曜 ニュース深掘り」は趣旨こそ当番組と同じであるが、対象の視聴者層は大人（特に中高年）世代に引き上げる。

## 出演者
- 三雲孝江（元TBSアナウンサー）
- 小林豊（TBSアナウンサー）
- 森忠彦（毎日小学生新聞編集長）
- 水野真裕美（ナレーション、TBSアナウンサー）